# Illésházy István (politikus)
Gróf illésházi Illésházy (XI.) István (Pozsony, 1762. április 30. – Baden bei Wien, Ausztria, 1838. július 30.) főúr, politikus, katonatiszt. A Napóleon elleni nemesi felkelés ezredese, majd örökös főispán, az 1800-as évek elejétől a reformellenzékkel rokonszenvező politikus volt. 1830-tól a Magyar Tudós Társaság igazgató tagja. A nagybirtokos főúri Illésházy család utolsó sarja.

## Élete
Illésházy János gróf és Batthyány Szidónia grófnő elsőszülött fiúgyermeke volt. Középiskolai tanulmányait 1771-től Nagyszombatban végezte, majd a budai egyetemen bölcseletet, Egerben pedig jogot hallgatott. A királyi Kúriánál végezte a kiszabott törvénygyakorlatot, amikor 1784-ben polgári biztosként – Jankovich János tábornok oldalán – részt vett az erdélyi román parasztfelkelés leverésében. 1790-ben Trencsén vármegye követe volt az országgyűlésen, 1792-ben császári és királyi kamarási címet kapott. 1797-ben a Napóleon elleni nemesi felkelésben (inszurrekció) a Liptó és Trencsén vármegyei inszurgensek ezredeseként szolgált.
Apja halálával, 1800-tól Liptó és Trencsén vármegyék örökös főispáni tisztségét töltötte be, s ekként 1802-től országgyűlési követ, a főtábla egyik első szónoka volt. Az országgyűléseken támogatta a reformkort megelőlegező ellenzék elképzeléseit és törekvéseit. 1808-ban szolgálatai elismeréseként a császár az Aranygyapjas rendet adományozta neki, de végül 1822-ben az abszolutista rendszer elleni tiltakozásul lemondott örökös főispáni hivataláról, s birtokaira vonult vissza. Liberális nagybirtokos hírében állt, a szolgálatában vagy hűbéri függésében lévők életszínvonalát erőn felül igyekezett javítani, Érd számára például kiharcolta a gazdasági fellendüléssel járó országos vásártartási jogot. Jótékonykodásai és időnként meggondolatlan pénzügyi döntései végül anyagi nehézségek elé állították, ezért 1826-ban trencséni birtokait eladta, és Pozsonyba költözött. 1825-től haláláig királyi étekfogómester (asztalnok) volt. Részt vett a Magyar Tudós Társaság szervezése és megalapítása körüli munkában, s 1830-ban a társaság igazgató tagja lett.
Elhatalmasodó betegségei és gyomorrákja miatt gyakran látogatott gyógyfürdőket, egy Baden bei Wien-i gyógykezelése alkalmával halt meg, 1838-ban. 1786-ban kötött házasságot Barkóczy Terézia grófnővel, de frigyük gyermektelen maradt, így halálával az Illésházy család kihalt. Nagy értékű kézirat- és könyvgyűjteménye a Magyar Nemzeti Múzeum birtokába került, megmaradt birtokai pedig különböző nemesi családokra – a Batthyányakra, az Esterházyakra és a Sina bankárcsaládra – szálltak.